# Терлецький Іван Іванович
Іва́н Іва́нович Терле́цький (26 грудня 1936, Київ, СРСР — 7 червня 2025) — радянський український футболіст та футбольний тренер. Відомий завдяки виступам у складі київського «Арсенала», запорізького «Металурга», івано-франківського «Спартака» та інших радянських клубів. Після закінчення кар'єри очолював вінницьку «Ниву» та криворізький «Кривбас». Майстер спорту СРСР.

## Життєпис
Народився у Києві, де почав робити перші кроки у великий футбол. У 1956–1957 роках виступав у складі київського «Динамо», однак за першу команду зіграв всього один поєдинок, задовольняючись здебільшого іграми за дубль. 1958 рік Терлецький розпочав вже у розташування іншого клубу — київського СКВО, однак не затримався і там, перейшовши до лав черкаського «Колгоспника».
У 1960 році Іван Терлецький повернувся до Києва, де захищав кольори місцевого «Арсенала», а наступного року вирушив до Латвії, відгукнувшись на пропозиції ризької «Даугави-РВЗ». Втім, і там йому не вдалося знайти свою команду, тож у 1962 році Терлецький опинився в луганських «Трудових резервах», разом з якими став переможцем зони УРСР класу «Б» чемпіонату СРСР, після чого транзитом через житомирське «Полісся» перебрався до Запоріжжя, де продовжив виступи у складі місцевого «Металурга».
У 1965 році Іван Терлецький приєднався до складу івано-франківського «Спартака», де зумів розкрити свої футбольні здібності з несподіваного боку. Не надто результативний до того майже 30-річний гравець протягом трьох роки був одним з найкращих бомбардирів івано-франківського колективу.
Після завершення активних виступів Терлецький розпочав тренерську діяльність. У 1970 році очолював «Шахтар» з Красного Луча, у 1974 році входив до тренерського штабу вінницького «Локомотива», а у 1979 році — чернівецької «Буковини». Протягом 1980–1981 років Іван Іванович обіймав посаду старшого тренера вінницької «Ниви», де посприяв становленню як футболіста та переходу до київського «Динамо» Василя Раца, а у 1983–1984 роках очолював криворізький «Кривбас». Весь цей час Терлецький підтримував тісні стосунки з керівництвом київського «Динамо», фактично виконуючи роль скаута столичного клубу. Згодом він обійняв цю посаду офіційно, займаючись пошуком талантів для «Динамо» як на території України, так і за її межами. Працював у ДЮФШ «Динамо». Взимку 1993 року Терлецький увійшов до тренерського штабу новоствореного футбольного клубу «Бориспіль», який очолював Володимир Безсонов. Після відставки Безсонова та реорганізації клубу в «ЦСКА-Борисфен» продовжив співпрацю з новим наставником команди Михайлом Фоменком.
Згодом Терлецький повернувся до «Динамо», де продовжив займатися селекційною роботою. Приклав руку до переїзду в Київ форварда калінінградської «Балтики» Максима Шацьких, тривалий час очолював селекційну службу киян. З 2007 року займався селекцією переважно на рівні дитячо-юнацьких колективів. У червні 2014 року завершив роботу в клубі та вийшов на пенсію.
Помер Іван Терлецький 9 червня 2025 року у віці 88 років.

## Досягнення
Здобутки гравця
- Переможець зони УРСР класу «Б» чемпіонату СРСР (1): 1962

Тренерські досягнення
- Срібний призер 5-ї зони другої ліги чемпіонату СРСР (1): 1981

Індивідуальні відзнаки
- Майстер спорту СРСР